# Пандора (остров)

Остров Пандора (на английски: Pandora Island) е 86-ият по големина остров в Канадския арктичен архипелаг. Площта му е 142 км2, която му отрежда 133-то място сред островите на Канада. Административно принадлежи към канадската територия Нунавут. Необитаем.
Островът се намира в протока Пил, отделящ остров Съмърсет на изток от остров Принц Уелски на запад. Островът отстои на 30 км на запад от остров Съмърсет и на 1,7 км на изток и 1,8 км на север от остров Принц Уелски. Пандора, заедно други четири острова Прескът (на 3,6 км на север), Вивиан, Лок и Бинстед затварят от изток големия залив Браун вклиняващ се от изток в остров Принц Уелски. Освен това остров Пандора затваря още един залив Янг, вклиняващ се на югозапад в остров Принц Уелски
Пандора има слабо разчленена брегова линия с дължина 58 км. Максималната му дължина от север на юг е 20,5 км, а максималната му ширина е 11,4 км. Релефът е хълмист с максимална височина 328 м.
Островът е открит от участниците в трагично завършилата експедиция на английския полярен изследовател Джон Франклин през месец септември на 1846 г.
|  | Тази страница частично или изцяло представлява превод на страницата Pandora Island в Уикипедия на английски. Оригиналният текст, както и този превод, са защитени от Лиценза „Криейтив Комънс – Признание – Споделяне на споделеното“, а за съдържание, създадено преди юни 2009 година – от Лиценза за свободна документация на ГНУ. Прегледайте историята на редакциите на оригиналната страница, както и на преводната страница, за да видите списъка на съавторите. ВАЖНО: Този шаблон се отнася единствено до авторските права върху съдържанието на статията. Добавянето му не отменя изискването да се посочват конкретни източници на твърденията, които да бъдат благонадеждни. |